# Falsben

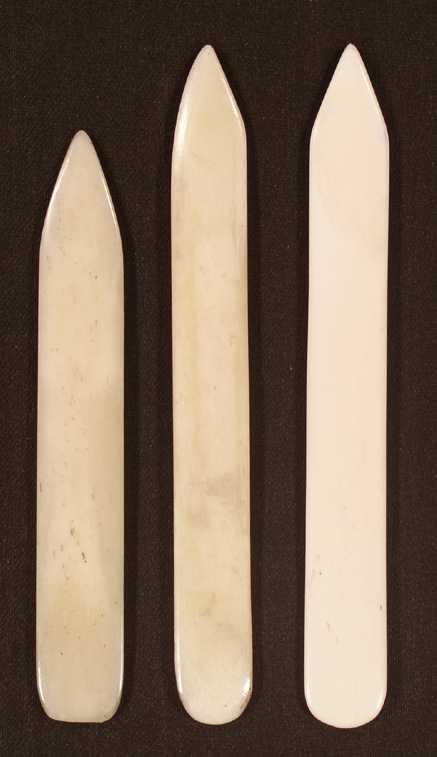
Falsben

Falsben eller falskniv är ett platt verktyg gjort i ben eller liknande material, som plast, med rundad spets som används för att skapa jämna falsar i papper och skinn vid handfalsning. Falsbenet lämnar inga avtryck på underlaget som ska vikas och används i bland annat bokbinderi då skinnet till bokpärmen viks och klistras på plats.